# Arendonk Positief
Arendonk Positief (A+) is een Belgische lokale politieke partij in Arendonk.

## Geschiedenis
De partij werd opgericht in de aanloop naar de gemeenteraadsverkiezingen van 2006. Lijsttrekker was Kristof Hendrickx. De partij overtuigde die stembusgang 17,73 van de Arendonkenaars, goed voor vier zetels in de gemeenteraad. In 2010 besloten de raadsleden Kristof Hendrickx en Koen Geukens over te stappen naar N-VA. Bij de lokale verkiezingen van 2012 werd de lijst versterkt met enkele kandidaten van Open Vld, dat geen eigen kieslijst indiende. Lijsttrekker bij deze stembusgang was Benny Maes. De partij boekte een klein verlies ten overstaan van 2006 en strande op 15,80% van de uitgebrachte stemmen. Hierdoor had de partij de volgende legislatuur drie verkozenen.
In de aanloop van de lokale stembusgang van 2018 vervoegde voormalig N-VA-raadslid Kristin Maes de partij. De partij voerde in de aanloop naar deze verkiezingen campagne met houten popjes, waarbij het houten evenbeeld van lijsttrekker Benny Maes in de voortuin van toenmalig burgemeester (en voormalig A+-lid Hendrickx) opdook. De partij overtuigde deze verkiezingen 12,1% van de kiezers, wat recht gaf op twee zitjes in de gemeenteraad. In de aanloop naar de gemeenteraadsverkiezingen van 2024 werd aangekondigd dat de partij in kartel met N-VA naar de kiezer trok onder de naam N-VA+. De kieslijst werk getrokken door N-VA'ster An Hermans, Chiel Jacobs van A+ kreeg de tweede plaats. Daarnaast waren er slechts vijf andere plaatsen voor Arendonk Positief-militanten weggelegd. Het kartel overtuigde 20,9% van de kiezers, goed voor vijf gemeenteraadszetels. Benny Maes was de enige A+-er die verkozen werd.